# 앙상블 해석
앙상블 해석(영어: Ensemble interpretation)은 양자역학에 대한 다양한 해석 중 하나이다. 이 해석은 같은 물체가 많이 있다고 가정하여 개별적으로 해석할 수 없고 통계학적으로 해석한다.

## 앙상블 해석의 적용 예
전자가 위쪽 슬릿을 통과할 확률이 50%이고 아래쪽 슬릿을 통과할 확률이 50%라는 것은, 전자 1개가 위쪽 슬릿을 통과한 상태와 아래쪽 슬릿을 통과한 상태의 중첩이 아닌, 많은 전자가 같은 상태에 있을 때 그 중의 반은 위쪽 슬릿을 통과한 상태이고 반은 아래쪽 슬릿을 통과한 상태라는 것을 뜻한다는 것이라고 설명한다.

## 숨은 변수 해석과의 관계
아인슈타인은 앙상블 이론을 이용하여 입자의 상태를 결정하는 변수를 우리가 다 알지 못하기 때문에 개별 입자의 상태를 알 수 없다고 하였으며 숨은 변수를 알게 된다면 결정론적으로 서술할 수 있다고 주장했다. 이것이 숨은 변수해석이다.

## 앙상블 해석의 한계
비교적 최근에, 양자역학의 통계적인 해석이 틀렸다고 주장되었다.
하지만, 이 주장 또한 특정 가정을 필요로 하므로 틀렸다고 주장되었다.
(Holger F. Hofmann, "The quantum state should be interpreted statistically", https://arxiv.org/abs/1112.2446)

## 같이 보기
- 양자도약
- 양자역학의 해석